# Villa De Obizzi Lanzone
Die Villa De Obizzi Lanzone ist ein Landhaus aus dem 17. Jahrhundert in Borgo Gortani, einem Ortsteil von Cervignano del Friuli in der italienischen Region Friaul-Julisch Venetien. Es liegt in der Via Obiz, 8.

## Geschichte und Beschreibung
Das Landhaus liegt in isolierter Lage im Borgo Gortani, einer bescheidenen Ansammlung von landwirtschaftlichen Gebäuden und hat einen kleinen Vorgarten, der mit einem runden Brunnen verziert ist. Das Haus scheint im 17. Jahrhundert errichtet worden zu sein; spätere Umbauten haben die ursprüngliche Struktur nicht verändert. Die Villa hat einen rechteckigen Grundriss, dreigeteilt nach venezianischer Art, die der ursprünglichen Anordnung entspricht; im Mittelteil befindet sich eine nach vorne offene Innenloggia mit drei Bögen, die über zwei Treppenzüge den Zugang zum erhöhten ersten Obergeschoss vermittelt. In der Ansicht sind die Rundbögen schief, auf zwei äußere Lisenen und in der Mitte auf zwei Säulen gestützt. Dieser Aufbau wiederholt sich im oberen Stockwerk durch einen Balkon mit schmiedeeisernem Geländer und ein Tympanon, das, aufgesetzt auf das Traufgesims, von einer Spitze überragt und von zwei zylindrischen Kaminen flankiert wird.
Der Ort, in dem das Landhaus steht, hat eine Jahrtausende alte Geschichte. 400 Meter südöstlich des Borgo Gortani hat man entlang der Roggia del Moro Gortani auf einem Landstreifen von ungefähr einem Kilometer Länge eine Konzentration von fliesenartigem Material, Ziegelfliesen aus der Römerzeit, gefunden, die auf das 1. Jahrhundert v. Chr. datiert werden.  Darüber hinaus hat man Spuren eines Aquäduktes, einer Straße und einer Nekropole mit Urnen voller Asche ausgegraben. Laut einigen Gelehrten war die Straße ein Nebenweg, der vom Konsulsweg Via Julia Augusta abzweigte, der von Aquileia in Richtung Noricum führte.